# Hwang Jini
Det här är en artikel om en person med koreanskt personnamn; Hwang är familjenamnet.
Hwang Jini eller Hwang Jin-Yi (Hangul: 황진이; Hanja: 黃眞伊) var en koreansk 1500-talspoet och kisaeng. Det är oklart exakt när under 1500-talet hon föddes men hon verkar ha levt under första halvan av århundradet. Vissa källor säger att hon föddes 1506 och dog 1544 medan andra att hon föddes 1522 och dog 1565 , eller att hon dog 1530. Det finns ytterligare källor som säger att hon levde under Jungjong av Joseons (1506-1544) och Myeongjong av Joseons (1545-1567) regeringstider, utan att specificera ytterligare.
En krater på Venus, Hwangcini, har fått sitt namn efter henne.

## Liv
Det finns inte mycket dokumenterat om Hwang Jinis liv. Det mesta som finns bevarat är hennes egna dikter, sijo en koreansk diktform from från Koryeodynastin. Hon föddes i Songdo, dagens Kaesong, Nordkorea, och kan ha varit av adlig härkomst. Hon studerade under So Kyong Dok, en av deras tids största poeter.
Hennes artistnamn som kisaeng och det namn hon skrev poesi under var Myeong-wol (Hangul: 명월; Hanja: 明月) vilket betyder "Klar/lysande måne".

## I populärkulturen
Det har gjorts många filmer och TV-serier om Hwang Jini, exempelvis:
- Hwang Jin-yi (film från 2007) med Song Hye-Kyo i titelrollen[9]
- Hwang Jin Yi (TV-serie från 2006) med Ha Ji-Won i titelrollen[10]
- Hwang Jin Yi (film från 1986) med Chang Mi-hee i titelrollen[11]